# Чурин, Иван Яковлевич
Иван Яковлевич Чурин (4 октября 1833, по другим данным 1834 — 29 апреля 1895) — иркутский купец и меценат. Владелец золотых приисков в Амурской области. Его состояние оценивалось в сумму более полумиллиона рублей, из них в Иркутском отделении Госбанка имелось процентных бумаг на 65 тысяч (по состоянию на год смерти, 1895).

## Биография
Иван был седьмым (по другим данным - шестым) сыном в семье купца. После смерти отца его воспитывали старшие братья. Он же помогал им на пашне, в ремесле и торговле, обучился грамоте. Участвовал в плавании Муравьева-Амурского, во время которого уяснил для себя товарные нужды раскиданных по Сибири и Дальнему Востоку казаков. Коммерцией с 20 лет начал заниматься самостоятельно, вместе с другими молодыми людьми устроив торговую экспедицию на Шилку, во время которой они торговали с плотов, а назад в Иркутск, когда Амур замёрз, добрались на собачьих упряжках, и вскоре преуспел, обзаведясь обширными связями в сибирских и дальневосточных центрах России и приграничных городах Китая.
Позже, уже включив его приграничные районы в зону своего торгового влияния, Чурин начал скупать там недвижимость, строить здания, склады и пристани. В Поднебесной он продавал около половины своих товаров. К 1898 году (сам купец умер тремя годами раньше) в сорока городах и уездах Китая товарищество Чурина имело универсальные магазины, предприятия по производству красок и лаков, табака, спиртных напитков и парфюмерных изделий, одежды и головных уборов, а также мастерские, мыловаренный, уксусный, кожевенный заводы, технические отделы, торговавшие автомобилями и сельскохозяйственной техникой. Оно активно действовало и в полосе отвода КВЖД.
Создал при участии братьев Бабинцевых торговый дом «Чурин и Ко» (1880). В 80-е годы XIX века торговая марка Чурина становится известной в России, включая столицы, и за рубежом, в том числе, в Китае. Его продукция удостаивалась наград на различных выставках как в России, так и за границей. Имел каменный дом в Иркутске. Дальний Восток и Китай привлекали Чурина тем, что они еще не были плотно освоены старыми сибирскими купцами. После нескольких десятилетий упорного труда его торговый дом действовал на пространстве от Иркутска до Маньчжурии и мыса Дежнева. Торговый дом делал ставку на открытие крупных универсальных магазинов с широким ассортиментом самых разных товаров, от фотоаппаратов и тростей до свадебных нарядов и парфюмерии. Цены при этом были умеренными, так как оптовые поставки и меры по сокращению издержек давали возможность сохранять их доступными. Управлялся «Чурин и Ко» из Иркутска, куда и шла основная часть прибыли, но из-за огромных расстояний требовались местные компаньоны, которых Иван Яковлевич подбирал с большим умением и на редкость удачно. Так, в Благовещенске ему содействовали купцы Левашов и Хаев. Имелись у Чуриных представители и в важнейших городах Европы и Азии. Основными конкурентами торгового дома Чурина были немцы из фирмы «Кунст и Альбертс». В 1917 году оборот торгового дома достиг 35 миллионов рублей. Уже после смерти Чурина и революций в России торговый дом некоторое время действовал в Харбине. Прекратилась эта деятельность только после вторжения в Маньчжурию Японии и, затем, прихода Советской Армии.
Много занимался благотворительностью. Состоял членом комитета по сбору пожертвований в пользу населения, пострадавшего в 1890 году от неурожая. Жертвовал деньги на строительство здания ВСОРГО, театра. При этом Чурин не сорил деньгами и всегда требовал подробного отчета о тратах. Это отличало Чурина от других богатых людей его времени.
С 1885 был председателем совета сиропитательного дома. С 1892 являлся доверенным лицом от особого совещания почётных попечителей совета банка Е. Медведниковой с правами члена совета банка (Чурин выступал за бдительный контроль городских властей за деятельностью банка). Член комиссии для составления нового проекта устава, а с 1894 член комиссии по вопросам, касающимся ремесленно-воспитательного заведения Н. П. Трапезникова.
Чурин несколько раз избирался гласным Иркутской городской и работал в её составе с 28 ноября 1872 по 16 ноября 1873, в 1876—1884 и в 1894—1895 годах.
Похоронен после отпевания и многолюдного торжественного прощания в ограде Харлампиевской церкви. После революции могилу сравняли с землей, не позаботившись о перезахоронении праха Чурина.

### Семья
Состоял в браке с Зинаидой Тимофеевной Чуриной (в дев. Зиминой). Детей они не имели. 

## Память
В 1984 году власти Китая вернули имя Чурина магазинам и улицам в Харбине и других городах. Там ему установлен памятник.
2 июня 2010 года в Благовещенске была установлена мемориальная доска в честь И. Я. Чурина. В этом городе сохранились бывший "Торговый дом", в советское время Дворец пионеров и бывшее здание речного училища, построенное на деньги Чурина.